# دهستان قنوات
دهستان قنوات یکی از دو دهستان تشکیل دهنده بخش مرکزی شهرستان قم در استان قم می‌باشد . جمعیت این دهستان در سال ۸۵ برابر با ۱۶۶۵۸ نفر بوده‌است.
مرکز این دهستان، شهر قنوات می‌باشد که ۷۶۹۳ نفر جمعیت دارد. این شهر، بزرگترین شهر استان قم پس از شهر قم (مرکز استان) می‌باشد .

## جمکران
منطقه زیارتی جمکران نیز با جمعیت ۸۳۶۸ نفر در محدوده این دهستان قرار دارد.

## روستاها
این دهستان فقط ۱۳ روستای مسکونی دارد که مهم‌ترین آن‌ها عبارتند از :
- لنگرود
- جنت آباد
- حسین آباد
- مومن آباد
- شمس آباد
- مبارک آباد.

## منبع
- سایت مرکز آمار ایران.